# كريستوفر لاندون
كريستوفر لاندون (بالإنجليزية: Christopher B. Landon)‏ هو منتج أفلام وكاتب سيناريو ومخرج أمريكي، ولد في 27 فبراير 1975 في لوس أنجلوس في الولايات المتحدة.

## وصلات خارجية
- كريستوفر لاندون على موقع IMDb (الإنجليزية)
- كريستوفر لاندون على موقع ألو سيني (الفرنسية)
- كريستوفر لاندون على موقع أول موفي (الإنجليزية)
- كريستوفر لاندون على موقع بوكس أوفيس موجو (الإنجليزية)
- كريستوفر لاندون على موقع قاعدة بيانات الأفلام السويدية (السويدية)
- كريستوفر لاندون على موقع قاعدة بيانات الفيلم (الإنجليزية)
- كريستوفر لاندون على موقع كينوبويسك (الروسية)